# Karantanija
Karantánija (tudi Korotán, starocerkvenoslovansko *Korǫtanъ) je bila slovanska plemenska kneževina oziroma vojvodina v Vzhodnih Alpah. Najverjetneje je bila najstarejša slovanska državna tvorba, čeprav je bila kljub večinskemu slovanskemu prebivalstvu po svojem izvoru in po svojem razvoju sicer ves čas polietnična. Nastala je v 7. stoletju in je kljub izgubi zunanje samostojnosti leta 743 ter vsaj delni izgubi notranje samostojnosti v letih 820–828 kot plemenska vojvodina ostala pomembna do konca 9. stoletja. Karantanska slovanska etnična identiteta se je sredi 9. stoletja zaradi tega razširila po vsem vzhodnoalpskem področju in je ostala dokaj močna tudi še v 10. stoletju, nato pa sta se tako Karantanija kot etnična zavest karantanskih Slovanov pričeli razkrajati. Na podlagi stare karantanske državnosti se je v drugi polovici 10. stoletja z utrditvijo zahodnoevropskega fevdalizma pričela oblikovati klasična vojvodina Koroška.

## Izvor imena
Pavel Diakon omenja Slovane v Karnuntu, ki se napačno imenuje Karantan (Carnuntum, quod corrupte vocitant Carantanum).
Ime Karantanija je nedvomno predslovanskega izvora, o njem pa sta možni dve razlagi. Po prvi razlagi je ime izpeljano iz predindoevropske besede *karra v pomenu 'skala', po drugi razlagi pa je ime keltskega izvora in izpeljano iz besede *karantos v pomenu 'prijatelj'.
Karantanija je latinizirana oblika imena, ki se je uporabljalo v takratnih virih. O tem priča že končnica -ija, ki je v taki obliki povsem tuja izvornim slovenskim toponimom (izraz »Slovenija« je učena beseda, ki je nastala šele v 19. stoletju). Po drugi strani pa je zelo malo verjetno, da so slovanski naseljenci izraz vzeli neposredno iz keltskih jezikov; najverjetneje je bila staroslovenska oblika imena Korotan (*korǫtanъ) prevzeta iz latinskega *carantanum. Iz te osnove se je kasneje (najverjetneje v visokem srednjem veku) razvilo sodobno ime pokrajine Koroške (< praslovansko *korǫt’ьsko). Kljub temu se je vse do 19. stoletja ohranilo tudi staro ime, Korotan, ki po vsej verjetnosti izvira neposredno iz domačega staroslovanskega imena za Karantanijo.
Ime, tako kot večina toponimov, ki se začnejo na *Kar(n)- na tem območju Evrope, je po drugi strani najverjetneje povezano s predrimskim plemenom Karni, ki je nekoč poseljevalo vzhodne Alpe.

## Zgodovina Karantanije

### Prihod Slovanov
Leta 568 so se s sedanjega slovenskega ozemlja v Italijo premaknili germanski Langobardi. V izpraznjeni prostor so se začeli naseljevati Avari in Slovani. Prostor, ki so ga poselili Slovani, so naseljevali tudi ostanki romaniziranih staroselcev, ki so deloma še ohranili krščanstvo. Naselitev Slovanov v Vzhodne Alpe potrjujejo propadi škofij v vzhodnoalpskem prostoru v drugi polovici 6. stoletja, sprememba poselitve in materialne kulture, predvsem pa uveljavitev novega, slovanskega govora.

### Nastanek plemenske kneževine in Samova plemenska zveza
Po letu 591 so Slovani prodrli vse do ozemlja blizu izvira Drave in se spopadli z Bavarci. Meja z Bavarci se je začasno ustalila na vzhodnem Tirolskem. Že leta 595 se v zgodovinskih virih za vzhodnoalpski prostor pojavi ime dežela Slovanov (latinsko Sclaborum provincia). Slovani v Vzhodnih Alpah, so bili, tako kot Slovani v Panoniji, podrejeni oblasti avarskih kaganov. Ob slabitvi avarske oblasti pa se je na prostoru današnje južne Koroške v začetku 7. stoletja razvila relativno samostojna »krajina Slovanov« (latinsko marca Vinedorum), s svojim knezom. V virih se pojavlja Valuk (latinsko Wallux dux Winedorum). Leta 623 se je verjetno pridružila plemenski zvezi Alpskih Slovanov pod vodstvom frankovskega trgovca, kralja Sama. Po propadu Samove plemenske zveze leta 658 je »krajina Slovanov« s središčem na Krnskem gradu severno od današnjega Celovca, ki se je že začela imenovati Karantanija, ohranila neodvisnost.

### Od izgube zunanje do izgube notranje samostojnosti
Ko so Karantanci okrog leta 743 Bavarce zaprosili za pomoč v obrambi pred Avari, so morali priznati njihovo nadoblast ter jim za talca poslati Gorazda, ki je bil sin kneza Boruta, in knezovega nečaka Hotimira, ki so ju Bavarci pokristjanili. Boruta je leta 749 nasledil Gorazd, ki pa je umrl že po treh letih vladanja; nasledil ga je bratranec Hotimir. Z vladanjem kneza Hotimirja leta 751 se je začelo pokristjanjevanje Karantancev, ki so ga pod vodstvom karantanskega pokrajinskega škofa Modesta vodili irski misijonarji iz Salzburga. Pokristjanjevanje je sprožilo tri neuspele upore. Prvi se je začel po Modestovi smrti (763), drugi 765, vendar je knez oba hitro zatrl. Zadnji upor se je začel po smrti kneza Hotimirja, leta 769, in je trajal vse do posega bavarskega kneza Tasila III. leta 772. V tem času je nov knez postal Valtunk, nadaljeval pa se je tudi salzburški misijon. Prav z delovanjem misijonarjev v Karantaniji je mogoče povezati nastanek slovanskih liturgičnih besedil, ki so bila pozneje (ob koncu 10. in v začetku 11. stoletja) zapisana v Brižinskih spomenikih.
Po porazu in odstavitvi upornega bavarskega kneza Tasila III. leta 788 je bila v frankovsko državo Karla Velikega skupaj z Bavarsko vključena tudi Karantanija. Po uničenju avarskega kaganata 796 in reorganizaciji teritorialne ureditve frankovskih mejnih področij (najkasneje 803) je Karantanija postala del Bavarske vzhodne krajine, vendar je še ohranila plemensko notranjo ureditev. Najkasneje v tem času se je na njenem jugu razvila še ena slovanska kneževina: Karniola.  Po Valtunku so Karantaniji vladali domači vladarji Pribislav, Semik, Stojmir in Etgar.
Ko je knez slavonskih Slovanov Ljudevit Posavski leta 819 zaradi nezadovoljstva s frankovskim furlanskim mejnim grofom Kadolahom začel upor, se mu je pridružil tudi del Karantancev. Ob reki Dravi so se v letih 819 in 820 spopadli s Franki in leta 820 požgali samostan v bavarskem Bischofshofnu. Vendar jih je istega leta porazil furlanski mejni grof Balderik in Karantanija je bila nato nekaj let podrejena furlanskim krajišnikom. Po dokončni zadušitvi Ljudevitovega upora leta 823 so Franki leta 828 reorganizirali upravo in v mejnih plemenskih kneževinah so domače slovanske kneze zamenjali frankovski grofje. Zadnjega karantanskega kneza Etgarja je zamenjal grof z Bavarske, Helmwin.

### Spor o ozemeljskem obsegu slovanske Karantanije
Andrej Pleterski zagovarja stališče, da je bila Karantanija okrog leta 800 v resnici precej manjša, kot so domnevali starejši zgodovinarji, in sicer naj bi bila osredotočena le na osrednji in južni del današnje Koroške. V vzhodnoalpskem prostoru naj bi tedaj poleg te male Karantanije in poleg še bolj južne Karniole obstajala vsaj še ena kneževina na zahodnem in severozahodnem delu vzhodnoalpskega prostora, ki naj bi nosila ime Liburnija. Do takega sklepa je Pleterski prišel predvsem na podlagi nove interpretacije tistega dela razprave Conversio Bagoariorum et Carantanorum, ki govori o posvetitvi treh cerkva v vzhodnoalpskem prostoru. Po njegovem moramo besedilo brati tako, da se nanaša na neko območje v soseščini Karantancev, ne pa na Karantance , pri čemer ime Liburnija razlaga kot ime te pokrajine, ki se razteza na severovzhod vsaj do Ad Undrimas (Ingeringa). Pleterski se pri svoji hipotezi opira tako na novejše arheološke raziskave o manjšem ozemeljskem obsegu stare Karantanije, kot tudi na povezovanje Brižinskih spomenikov z žensko samostansko skupnostjo v Milstattu, domnevnem središču Liburnije. Po njegovem knez Domicijan v Konverziji pri navajanju karantanskih knezov ni bil omenjen prav zaradi tega, ker pač ni bil karantanski, ampak liburnijski knez.
Pleterski dopušča možnost, da je ob srednji Muri obstajala še ena, po imenu neznana kneževina, ki bi jo lahko nakazovala skupina cerkva na tem področju. Tako bi se na področju, ki ga običajno označujemo za karantansko, nahajale tri slovanske kneževine. Hipoteza o večjem številu kneževin na vzhodnoalpskem področju pa ni naletela na ugoden odmev med ostalimi zgodovinarji. Peter Štih se v svoji kritiki osredotoča na to, da Pleterski napačno razlaga sporni odlomek iz Konverzije in da sta Liburnija in Ad Undrimas umeščena znotraj karantanske kneževine. Konverzija civitas dosledno uporablja za kraj, ne pa za deželo, poleg tega pa je v času pisanja Konverzije po njegovem mnenju domnevna Liburnija očitno že spadala v okvir Karantanije. Igor Grdina pa je kritiziral predvsem ideje Pleterskega o liburnijski ženski samostanski skupnosti in njeni povezavi z Brižinskimi spomeniki.

### Karolinška Karantanija med 820/828-900
Morda že po uporu Ljudevita Posavskega,  najkasneje pa s frankovsko upravno reformo iz leta 828, do katere je prišlo  predvsem zaradi bolgarske nevarnosti, so s Helmwinom, ki sta mu sledila Albgar in Pabo, na oblast prišli vojvode bavarskega rodu (duces Bagoarii). Le-ti so imeli deželo v grofovski upravi (in comitatum). Med zgodovinarji prevladuje teorija, da so Karantanci leta 820 oziroma najkasneje leta 828 svoje kneze in notranjo samostojnost zgubili, in da je prav tedaj tuji grof Helmwin zamenjal odstavljenega slovanskega kneza Etgarja. Na to lahko sklepamo iz dveh posrednih dokazov. Kot prvo se po Ljudevitovem uporu Karantanci, Karniolci in Avari kot (notranje) samostojni narodi ne omenjajo več, kot drugo pa se v Karantaniji že leta 822 pojavi prvi zabeleženi frankovski fevd. Pojavljajo pa se tudi ločena mnenja. Manj radikalno je npr. mnenje Herwiga Wolframa, da darovanje Bavarca Matherija še ne predstavlja padca rodovne kneževine, ampak pomeni šele pripravljanje terena za kasnejšo uvedbo grofovske uprave. Bolj radikalna, a na splošno nesprejeta hipoteza pa pravi, da so ti vojvode bavarskega rodu (duces Bagoarii) pravzaprav karantanski (in ne bavarski) vojvode, ki so v svoji deželi Karantaniji poleg vojvodske oblasti dobili še grofovsko upravo. Toda prav uvajanje grofovske uprave, ki je institucija frankovske države za urejanje notranjih razmer, je neposredni dokaz, da sta Karantanija in Karniola izgubili notrano samostojnost z gentilno upravo, in da sta bili očitno vključeni v frankovsko državo.
Kakorkoli že, Karantanija je bila vsaj od leta 828 naprej vse bolj trdno vpeta v frankovski upravni in fevdalni sistem. Karantanija, ki so ji vladali grofje bavarskega rodu, je bila obenem že od leta 828 del frankovske Vzhodne prefekture, ki je zajemala tudi območja Zgornje Panonije, Spodnjo Panonijo in Karniole. Frankovski vladar Ludvik Nemški je spoznal, da velika Vzhodna prefektura ustvarja uporne prefekte, zato je iz prefekture izločil Spodnjo Panonijo in Karantanijo. Preostanek prefekture je leta 854 prepustil v upravo svojemu sinu Karlmanu. Toda tudi Karlman se je že kmalu uprl svojemu očetu, tako da je med letoma 857 in 861 pregnal Ludviku zvestega grofa v Karantaniji, verjetno pa tudi spodnjepanonskega grofa Koclja. Tako je Karlman Vzhodni prefekturi zagotovil meje v starem obsegu. Odtlej pa do leta 887 je bil prefekt hkrati tudi karantanski grof. Združitev obeh oblasti v isti osebi je imelo pomembne posledice v karantanski etnogenezi, saj se je ime Karantanija kmalu razširilo na celotno Vzhodno prefekturo. Vzhodna prefektura-Karantanija je vključevala celotno ozemlje Alpskih Slovanov, s tem pa se je hitro razširila tudi karantanska etnična pripadnost, med drugim tudi zaradi tega, ker je bila plast fevdalcev še prešibka in so se oblastniki morali naslanjati na slovansko plemensko tradicijo.
Karlman ni imel zakonitih sinov, zato je nezakonskemu sinu Arnulfu poskušal omogočiti čim boljše možnosti za družbeni vzpon: omogočil mu je, da so mu Franki priznali fiktivni status polnopravnega Karolinga, tako da je dobil tudi naziv sin iz kraljevske družine (filius regalis). Ko je Karlman leta 876 zavladal nad Bavarsko, Karantanijo in vso (tudi Kocljevo) Panonijo, je že leta 876 Karantanijo in Panonijo dodelil kot »Regnum Carantanum« (izraz regnum- »kraljestvo« - je tedaj označeval vplivno vojvodsko območje in ne kraljevine) za svojega nezakonskega sina Arnulfa. Ko je Karlman leta 880 umrl, je Karlmanov brat Ludvik III. nečaku Arnulfu še naprej pustil njegov »regnum«. Le-ta je obsegal območje Karantanije, Zgornje in Spodnje Panonije ter grofijo ob Savi. Darovnice iz tistih časov kažejo, da je imel Arnulf v Karantanskem »regnumu« celo kraljevske prerogative podeljevanja fevdov, kar kaže na notranjo samostojnost tega območja. Po smrti strica Ludvika III. leta 882 se je Arnulfov položaj še okrepil, saj je najkasneje v tem času postal zelo dejaven v bavarski politiki, kjer je tega leta že nastopal tudi kot bavarski voditelj (princeps Baiovariorum). V letih med 882 in 887 se omenja tudi Regnum Arnulfi, kjer pa hkratno omenjanje Bavarcev in Slovanov daje slutiti, da gre za novi regnum, ki vključuje tako Bavarsko kot dotedanji Karantanski regnum. Arnulf v tem času v odnosu do frankovskega kraljestva doseže skoraj popolno notranjo in zunanjo samostojnost: sam podeljuje kraljeve posesti, sam imenuje upravitelje pokrajin, se na lastno pest vojskuje z velikomoravskim knezom Svetopolkom in z njim neodvisno od ostalih Frankov sklepa premirje.  Karantanski regnum in bavarsko-karantanski Regnum Arnulfi sta leta 887 omogočila, da se je na državnem zboru v Triburu/Trieru pojavil tudi Arnulf z vojsko Bavarcev in karantanskih Slovanov in osvojil frankovsko oblast.
V času Arnulfove vladavine so bila karantanska območja v panonskem nižavju izpostavljena napadom Velikomoravske. Velikomoravski vladar Svetopolk je zbral vojsko se v letih 882-884 zelo uspešno bojeval z Arnulfom: Panonija je bila tedaj opustošena, mnogi podložniki pobiti, voditelji bodisi odvedeni v ujetništvo bodisi iznakaženi in zatem vrnjeni (nekaterim so odsekali roko, drugim jezik, tretjim spolovila). Na vzhodu usodno oslabljena Karantanija je kmalu zatem dočakala invazijo Madžarov. Ironija usode je, da je prav Arnulf, ki se je hotel maščevati Velikomoravcem, leta 892 kot svoje zaveznike v boju z njimi poklical Madžare; ko pa je leta 894 Svetopolk umrl, so se Madžari obrnili proti Arnulfu in vdrli v Panonijo. Madžare je tedaj vodil Álmoš, napade pa je nadaljeval njegov sin Árpád. Da bi se ubranil pred madžarskim navalom, se je Arnulf obrnil na vazalnega slavonskega kneza Braslava in mu prepustil področje Spodnje Panonije z Blatenskim kostelom. S tem je bilo iz območja (nekdanjega) Karantanskega regnuma izločeno veliko področje. Tako je pod oblast Braslava za zelo kratek čas prišlo tudi območje okrog Ptuja. Toda boj Braslava proti Madžarom je bil brezupen. Braslav se po letu 896 ne omenja več. Poleg opustošene Panonije je bil splošni razlog za šibkost frankovskega sveta proti Madžarom, da številna mesta in gradišča niso imela dovoljenja za utrditev. Madžari pa so v Evropo prinesli uporabo konjskega stremena, ki ga Evropejci dotlej niso poznali, in ki je omogočalo spretno premikanje na plemenitih jahalnih konjih, nenadne napade, hlinjenje pobegov in pripravljanje zased, zato so Madžari kot konjeniško ljudstvo zlahka obvladali panonske stepe. Panonijo so zasedli že najkasneje v letih 899/900. V letu 899 je umrl tudi Arnulf.; najkasneje leta 900 so Madžari Panonijo povsem opustošili in zasedli.

### Karantanija v času madžarske nevarnosti
Karantanska zgodovina vse do leta 976 ni povsem jasna. Viri poročajo, da leta 900 na madžarskem ozemlju ni bilo niti ene krščanske duše več. 5. julija 907 je bil pri Bratislavi zlomljen nemški odpor proti Madžarom in v tem spopadu je padel tudi upravitelj Karantanije Liutpold. Spremenila se je vsa vzhodna karantanska meja, pa tudi del južne in severne. Tako je bilo začasno izgubljeno področje srednjega Pomurja ter skoraj vse ozemlje današnje Slovenije. Na jugozahodu so Madžari namreč sledili ostankom rimske ceste proti Italiji (v smeri današnjih mest Ptuj- Celje-Ljubljana). Čeprav so bila izgubljena ogromna karantanska področja in je bil izgubljen ozemeljski stik Karantanije z Zahodnimi Slovani, so madžarski vpadi po drugi strani zavrli prodor nemške kolonizacije med Karantance. Konec obdobja negotovosti je naznanjalo šele leto 949, ko je bavarsko-karantanska vojska uspela prodreti v osrčje Madžarske. Le malo kasneje, leta 955, je nemški kralj Oton Veliki uspel Madžare premagati v bitki pri Augsburgu ob reki Lech.
Zlasti nemško zgodovinopisje se je postavilo na stališče, da je bila vojvodina Karantanija ponovno vzpostavljena šele leta 976. Karantanija naj bi imela namreč vse od propada »Karantanskega kraljestva« pa do leta 976 za vojvodo bavarskega vladarja. Mnenja o tedanji povezavi med Karantanijo in Bavarsko so sicer deljena - verjetneje imamo opraviti s personalno unijo med dvema vojvodinama, morda pa je bila Karantanija res šele leta 976, ko je bila politično ločena od Bavarske, povzdignjena tudi v vojvodino. Grafenauer v zvezi s tem npr. opozarja na tri situacije:
- liutpold Bertold je že od leta 927 do 937 nastopal kot vojvoda (dux) Karantanije/Koroške, med tem ko je na Bavarskem kot vojvoda deloval njegov brat Arnulf (907-937)- leta 935 je kot kaže bila vsa oblast celo združena v rokah Arnulfa, ki je tedaj omenjen kot »vojvoda Bavarcev in Karantancev«;
- viri o posebnem položaju Karantanije/Koroške tudi po letu 937 ne presahnejo - Bertold, ki je tedaj postal vojvoda na Bavarskem (937-949), se sicer poslej omenja le kot bavarski vojvoda- toda nemški kralj je na Bavarsko in v Karantanijo pošiljal ločenega kraljevega poslanca (walpota), kot da bi šlo za dve ločeni deželi;
- v virih iz srede 10. stoletja se pojavlja izraz »Bavarci in Karantanci«, kar kaže na poseben status Karantanije proti Bavarski.

### Pretapljanje starega reda v klasično Koroško
Še preden je bila Karantanija tako ali drugače ločena od Bavarske, je doživela drugo in zadnjo kratkotrajno veliko ozemeljsko razširitev. Leta 952 je namreč svetorimski cesar Oton I. njenemu ozemlju dodal severnoitalijansko področje s celotno Veronsko krajino. Starejše slovensko zgodovinopisje zato govori tudi o nastanku tim. »Velike Karantanije«, vendar se pridevnik »velika« tedaj ni uporabljal. Karantanija je bila ozemeljsko okrepljena zato, da bi se po eni strani na vzhodu lažje branila proti vpadom Madžarov, po drugi strani pa je na jugu omogočila stik nemške države z Apeninskim polotokom. Njena mejna področja proti Apeninskemu polotoku in proti Panoniji so bila oblikovana v krajine (mejne grofije).
 Karantanija oziroma Koroška, kakor jo od tega obdobja naprej običajno imenujemo, je leta 976 po dolgem času imela vladarja, ki ni bil bavarski vojvoda, toda vojvodina je bila v letih 983-985 in 989-1002 v obliki personalne unije še dvakrat združena z Bavarsko, šele nato pa se je razvoj obeh dežel dokončno ločil. Čeprav se je tej večjezični in polietnični vojvodini Koroški morda obetala lepa prihodnost, so takšne upe pokopali dinastični spori med oblastniki. Proces razpadanja enotne vojvodine se je tako pričel že kmalu po njeni veliki ozemeljski razširitvi. Ozemeljsko močno povečana Koroška tako obvelja za slaboten fevdalni okvir vrste vse bolj samostojnih pokrajin. Že leta 995 je zaradi rivalstva za oblast odpadla zelo velika Veronska krajina, ki je bila nato od leta 1002 s Koroško sicer v personalni uniji (koroški vojvoda je bil namreč hkrati tudi veronski mejni grof). Leta 1002 je zaradi političnih trenj cesar od Koroške odcepil tudi Karantansko krajino (kasnejšo Štajersko), Podravsko krajino, Savinjsko krajino in še Kranjsko krajino. Ostanki dežele so tako naglo dobivali teritorialno podobo današnje Koroške. V latinskih poimenovanjih namesto starega izraza »Karantanija« (Carantania) sicer v 11. stoletju povsem prevladal izraz »Koroška« (Carinthia). Kljub temu še v 12. stoletju pri nekem prepisovalcu starih listin najdemo enačenje različic obeh nazivov.
Zaradi ločevanja s starejšo zgodovino mnogi že za obdobje po letu 976 uporabljajo izraz vojvodina Koroška. Pojavlja se tudi mnenje, da je bil koroški vojvoda v teh časih v glavnem cesarjev uradnik in ne več predstavnik klasične plemenske vojvodine (čeprav je bilo večinsko prebivalstvo v njej še slovansko). Tudi na tedanjem južnem Koroškem (skoraj celotna današnja Slovenija) se okrog leta 1000 namreč naglo raširijo zemljiška gospostva, tako, da oslanjanje na staro slovansko tradicijo ni bilo več potrebno. Sama karantanska etnična pripadnost se je pričela razkrajati z razkrajanjem ozemeljsko povečane Koroške, k temu pa je pripomoglo še okrepljeno neslovansko plemstvo, ki zaradi utrditve svojega zemljiškega gospostva (in to na vsem vzhodno-alpskem prostoru) ni več potrebovalo plemenske vojvodine. Ne glede na to so ostanki karantanske (oziroma koroške) posebne identitete preživeli še vse do začetka 16. stoletja. Potomci karantanske etnične skupnosti iz 9. in 10. stoletja so bili naslednja stoletja zgolj še Slovani (»Slovenci«), v 19. stoletju pa se je med njimi izoblikovala slovenska narodna identiteta. Mehanicistična delitev na karantansko (pred letom 976) in koroško obdobje (po letu 976) je zaradi opisanih zveznih procesov sicer poenostavljanje, dejstvo pa je, da se nekje v drugi polovici 10. stoletja naglo izoblikujejo značilnosti klasične koroške politične organizacije brez pomembnih elementov karantanske plemenske grofije/vojvodine.

## Politična in družbena ureditev

### Slovanska družbena ureditev
Na vrhu karantanske družbe je bil knez s pripadniki svoje rodbine, ki so morda s še nekaterimi drugimi odličniki predstavljali privilegiran sloj, to je karantansko plemstvo. Knežja družina je imela sredi 8. stoletja že zagotovljeno dedno oblast, knez je opravljal funkcijo vrhovnega sodnika, zastopnika za zunanje zadeve, pripadale so mu nekatere javnopravne dajatve, opiral pa se je tudi na svoje lastne vojaške sile. V povezavi z oblastnikom je tudi pravni institut, ki se imenuje pojezda. Pojezda pomeni, da je oblastnik, ki je jezdil od kraja do kraja, na licu mesta izvrševal svojo oblast. Za vzdrževanje takšnega potujočega dvora so morali poskrbeti prebivalci, ki so živeli na območju, kjer se je knez mudil.
Vir iz 9. stoletja poleg kneza in njegove družine omenja visoke upravne funkcionarje. Slovanskega naziva zanje ne poznamo, vir pa jih imenuje »prvaki« (princeps) oziroma »visoki upravitelji- knezi/grofje« (comites).  Na Karantanskem ozemlju je živela vrsta plemen, čeprav med njimi po imenu danes poznamo le dve: Hrvate in Dudlebe, Če lahko Dudlebe tako ali drugače povezujemo  z Germani, saj se pri njih pojavlja osebno ime *Deudo- (npr. v obliki Dietleip, Ditlef),  je etnonim Hrvat precej trši oreh in etimologi glede njegovega izvora niso prišli do splošno sprejete razlage. Izvor imena Hrvat med drugim lahko iščemo v izposojenki iz germanskega izraza za bojno opravo (*hurwa), v domnevni obliki rogatih hrvaških čelad (*kъerv- »rogat«), nekateri ime razlagajo z iranskim izrazoslovjem, drugi pa ga iz takšne ali drugačne perspektive (keltske, iranske, skitske…) izvajajo iz iste osnove, ki je podlaga za etnonim Srb.
Lokalni patriarhalni voditelji (verjetno na ravni zadružnih vasi) so se imenovali župani. Pod župani so vsaj ponekod poznali nižje vodstvene položaje- tako nek vir omenja župana (jopan), ki je imel vodilno vlogo tudi na območju, kjer sta delovala dva njegova upravitelja (actores) Župane so nekateri imeli za potomce nad Slovani gospodujoče turško-tatarske plasti, vendar pa obrska nasilja niso vodila k nastanku razredne države, institut župana pa se pojavlja zgolj pri Južnih Slovanih. V času razseljevanja so bile župe verjetno na krvnem sorodstvu utemeljene skupnosti ljudi – po naselitvi pa je župa postala teritorialna enota.
Karantanski knez naj bi imel oblast nad plemensko vojsko. Poleg plemenske vojske pa je imel knez na razpolago koseze ali kosaze. Koseze nemški viri prevajajo z izrazom Edling, kar označuje bodisi družinike bodisi plemstvo. Še v 12. in 13. stoletju so kosezi imeli položaj nižjih plemičev, ki je bil enakovreden položaju ministerialov. Kosezi so kot poseben karantanski družbeni sloj obstajali že sredi 8. stoletja. V njih nemara lahko prepoznamo družinike  oziroma vsaj neko vojaško silo (verjetno konjeniško), ki je bila povezana s knezom. V kosezih je zato moč videti tudi nastajajoče plemstvo. Kar lahko z gotovostjo trdimo je, da gre za privilegiran vojaški sloj, saj so kosezi živeli izven sistema žup, imeli so svoje lastne posesti in svojo lastno organizacijo, podrejeni pa so bili zgolj knezu. V Karantaniji kot jo poznamo iz pisnih virov so se na veči zbirali le še kosezi in ne več celotno ljudstvo. Večo lahko opredelimo kot obliko kolegialnega organa in je pomenila zbor določene skupine ljudi.
Večina slovanskega ljudstva je pripadala običajnim svobodnjakom. Ta najširši sloj prebivalstva je živel v okviru žup. Kljub temu so v Karantaniji poznali tudi sužnje, ki pa so verjetno izvirali predvsem iz vrst vojnih ujetnikov in so bili običajno zaposleni na velikih knežjih dvorih, morda pa tudi na manjših koseških dvorih. V viru iz 9. stoletja so omenjeni kot sužnji (servi). Status staroselcev ali Vlahov v karantanski družbi pa ni jasen. Prav tako je težko opredeljevati tudi vlogo poganskih duhovnov.

### Ustoličevanje karantanskih knezov
Kneževina Karantanija je še posebej znana po starodavnem obredu postavljanja karantanskih vojvod (ali knezov), praksa, ki se je nadaljevala po vključitvi Karantanije v kasnejšo Vojvodino Koroško. Nazadnje je bila izvedena leta 1414, ko je bil za koroškega vojvodo ustoličen Habsburžan Ernest Železni. Obred je potekal na knežjem kamnu (nemško Fürstenstein), starorimskem stebrnem kapitelu pri Krnskem Gradu (danes Karnburg), v Slovenščini pa ga je izvedel svobodni kmet, ki je po izboru svojih vrstnikov v imenu ljudje v deželi so spraševali novega princa o njegovi poštenosti in ga spominjali na njegove dolžnosti. Kasneje, ko je vojvodina Koroška pripadla Habsburžanom, je bila zamisel, da je koroški vojvoda dejansko dobil legitimacijo od ljudstva, osnova Habsburžanov za pridobitev edinstvenega naslova nadvojvode.
Ustoličevanje koroških vojvod je bilo sestavljeno iz treh delov: najprej je bil obred v slovenskem jeziku pri knežjem kamnu; nato je bila maša v katedrali Gospe Svete; nato pa je na vojvodskem prestolu (nemško Herzogsstuhl) potekala slovesnost, kjer je novi vojvoda prisegel v nemščini in kjer je prejel tudi stanovsko čast. Vojvodski prestol se nahaja v dolini Zollfeld, severno od Celovca v sodobni avstrijski Koroški.
Zaradi svoje nenavadne oblike je obred zbujal zanimanje sodobnikov in poznejših piscev. O njem sta pisala med drugimi Janez Vetrinjski in Enej Silvij Piccolomini (kasnejši papež Pij II.), opisan pa je tudi v knjigi Jeana Bodina Six livres de la Republique, iz katere je o njem bral tudi ameriški politik Thomas Jefferson. Na podlagi njegovega zaznamka v knjigi so se pojavile teorije, da naj bi ga obred navdihnil pri pisanju ameriške Deklaracije o neodvisnosti, saj naj bi iz obreda prevzel zamisel o suverenosti ljudstva. Toda takšne razlage niso prepričljive in v današnjem zgodovinopisju nimajo veliko zagovornikov. Andrej Pleterski je na podlagi primerjalne metode rekonstruiral  obredni pomen karantanskega ustoličevanja
Knežji kamen je danes tudi na nacionalni strani slovenskega evrokovanca za dva centa.

### Frankovska družbena ureditev
Z nastopom Frankov  se v karantanski družbi pričenja uvajati tudi frankovska družbena ureditev. Ta ureditev je predpostavljala uvajanje krščanstva, kar je prizadelo predvsem poganske duhovnike.  Franki so vpeljali svoj upravni sistem, ki je temeljil na uvajanju grofovske uprave, grofijam pa so načelovali visoki upravitelji-grofje. Grof je bil vojaški poveljnik, obenem pa je načeloval tudi zborom svobodnjakov. Ob mejah so Franki vzpostavljali mejne grofije (ali krajine), ki so jim načelovali mejni grofje. Te mejne grofe so vzhodno-alpski Slovani poimenovali kar s svojim izrazom knez.  Frankovski kralj je po mejnih grofijah pošiljal svoje kraljeve odposlance (missi dominici)- po enega za posvetne in po enega za cerkvene zadeve.
Franki so v Karantanijo pričeli uvajati fevdalizem.  Najprej so takšno usodo doživele pokrajine, ki so se nahajale v karantanski soseščini- npr. v Istra že leta 804 srečujemo trenja med istrskim oblastnikom in Slovani. Do pojava fevdalnih odnosov je prihajalo tudi v sami Karantaniji. Tako je leta 822 Bavarec Matheri podaril svojo posest brižinskemu samostanu. Deželno-knežje cerkve so po odstranitvi domačih knezov v obdobju 820-828 očitno prešle na krono, saj so z darovnico krone leta 860 dve takšni cerkvi postali salzburški. Zemljiška gospostva so na področju vzhodno-alpskih Slovanov sicer nastajala zaporedoma: že okrog leta 800 na področju Vzhodne krajine ob Donavi, okrog 840 v Spodnji Panoniji. Vladarjevo poklanjanje fevdov je bilo še posebej izrazito v času vladavine Arnulfa. Naj južnem karantanskem ozemlju (današnja Slovenija) šele ponovna uvedba mejnih grofij po madžarskih vpadih ter ustanavljanje novih zemljiških gospostev v zgornjem Posavju in ob Posočju šele okrog leta 1000 vzpostavijo pogoje za dokončno prevlado zahodnoevropskega fevdalnega reda.
Franki oziroma Nemci so sicer obdržali mnoge institute karantanske plemenske države- npr. pojem vojvodstva, stare dvore, koseze, župane in celo del visokega plemstva. Zaradi uvajanja fevdalnih procesov pa so najkasneje v času vladavine Karlmana ali njegovega sina Arnulfa Koroškega kot simbol fevdalne oblasti v Karantaniji sicer postavili tim. »Vojvodski prestol«- služil je poklonitvi fevdalcev novemu kralju, čeprav je imel morda že kmalu dodan tudi zahodni sedež, na katerem je sedel (koseški) sodnik. To kljub vsemu pričuje o krepitvi fevdalnega sistema v Karantaniji. Vojvodski stol bi po mnenju Koroščeve sicer lahko nastal tudi okrog leta 800, ko naj bi frankovsko upravo v deželi namesto domačega kneza pričel izvajati grof, zahodni sedež pa naj bi po njenem mmenju dal okrog leta 1000 postaviti šele palatinski grof.

## Karantanska religija

### Pogansko obdobje
Vir iz okrog  leta 800 za vzhodno-alpske Slovane pravi, da so častili gore, drevesa, studence, reke, živali, obenem pa so ti Slovani prerokovali prihodnost. Arheološko je potrjeno, da so ti Slovani globoko verovali v zagrobno življenje. Poslanica bavarskemu knezu Tasilu o vzhodno-alpskih Slovanih omenja, da le-ti ne verujejo v krščanskega Boga, pač pa molijo malike. Grafenauer na osnovi primerjave s Prokopijevim besedilom o slovanskem bogu stvarniku bliska in s kasnejšimi ljudskimi šegami, pravi, da so vzhodno-alpski Slovani poznali mnogoboštvo, med temi bogovi pa je eden zavzemal osrednje mesto. O imenih teh starih karantanskih in karniolskih božanstev žal nimamo ohranjenih pisnih virov.
V slovenskih ljudskih pripovedih se je zelo dobro ohranil predvsem lik sončnega junaka Kresnika, čeprav njegovega imena iz poganskega obdobja ne poznamo. Kljub nekaterim drugačnim mnenjem je Zmago Šmitek v obširni analizi pokazal, da je junak Kresnik zelo verjetno predelava slovanskega božanstva Svarožiča. Po ruski mitologiji naj bi bil Svarožič sin Svaroga. Na nekdanje čaščenje Svaroga (ali vsaj Svarožiča?) bi na Slovenskem lahko kazali toponimi kot so Twaroch, Svare in Svarje in ime kmetije Svarošek. Zelo pogosto je na Slovenskem čaščen tudi Zeleni Jurij, ki morda predstavlja (sicer pod očitnimi krščanskimi vplivi) predelano slovansko božanstvo, ki se drugod pojavlja z imenoma Jarilo in Jarovit.
Obstaja verjetnost, da so Karantanci častili Peruna, Velesa  in Mokoš. Ti trije božanski liki so bili gotovo čaščeni v karantanski okolici (današnja Madžarska, Hrvaška…). V ljudskem jeziku in pripovedi se je od Prekmurja do Ptuja v zvezi z gromom ohranil izraz perun, ime Velesa je verjetno povezano s »Svetim Velkom« iz slovenske obredne pesmi, ohranjena pa je tudi pripovedka o čarovnici Mokoški. Na osnovi arheološkega raziskovanja in z uporabo primerjalne metode je Pleterski  tudi za območje današnje  Avstrije in Slovenije potrdil  slovanska kultna mesta, ki med seboj sestavljajo kot 23-24 stopinj (naklon ekliptike glede na ekvator). V takem obrednem kotu na enem koncu stoji kultno mesto nebeškega božanstva, na drugem zemeljskega božanstva, na tretjem pa nekega ženskega božanstva. Osnovni prototip božanstev, ki so bila čaščena na teh mestih, Pleterski vidi prav v Perunu, Velesu in v Mokoš, čeprav dopušča veliko verjetnost, da so tak obredni kot sestavljala tudi kultna mesta trojic drugih božanstev. Vlado Nartnik je poskušal dokazovati astronomske povezave med slovenskimi in slovanskimi bajeslovnimi bitji in nekaterimi astronomskimi kategorijam, pri tem pa je v neki manj ambiciozni analizi primerjal slovensko ljudsko pesem  o Svetem Valentinu in Svetem Peregrinu, v kateri naj bi po njegovem prvotno nastopala Veles in Perun.
Poleg slovanskih vplivov so med ljudmi neslovanskega rodu razširjala tudi druga verovanja. Z gotovostjo lahko trdimo, da krščanstvo na vzhodno-alpskem področju v 7. in 8. stoletju ni povsem zamrlo. Etnolog Slavko Ciglenečki pa je z uporabo primerjalne metode pokazal na nekatere povezave med Kurentom in antičnim kultom Kibele, kar bi lahko kazalo na vpliv starih antičnih poganskih predstav.
Ko se je v Karantaniji od srede 8. stoletja pričelo uveljavljati krščanstvo, je slovansko staroverstvo doživelo zaton. Prva desetletja uvajanja krščanstva so bila dokaj neuspešna. Nek vir za leto 790 za Alpske Slovane sporoča, da so to »grozoviti pogani«.  Ko se je krščanstvo le uveljavilo, je poganstvo sprva živelo skrito za zunanjim krščanskim videzom. To se kaže v poganskem načinu pokopa Karantancev, ki se je obdržal vse do začetka 10. stoletja, še bolj pa verjetno na panonskem ozemlju, kjer so preostali Slovani po prihodu Madžarov opustili krščanstvo in se vrnili k poganstvu- na to kaže skupen pokop žene ob umrlem možu (za pogansko Slovanko namreč po moževi smrti življenje ni imelo smisla). Osrednja Karantanija bi lahko bila precej poganska še v prvi polovici 11. stoletja, v kolikor o tem pričujejo slovanska (nekrščanska) osebna imena. Kakorkoli že, pa se v velikem delu Karantanije zavestno poganstvo med 9. in 11. stoletjem umika,  ohranili pa so se stari obredi, šege in zagovori.

### Zmaga krščanstva
Potem, ko sta postala kristjana kneza Gorazd in Hotimir, si je nova vera pričela utirati pot v Karantaniji. Okrog 757 je v tej državi pričel delovati pokrajinski škof Modest. Pri uvajanju krščanstva je na začetku prihajalo do velikih uporov, najhujši pa je bil leta 772, saj je moral karantanski dvor, ki sam upora ni zmogel zatreti, na pomoč poklicati Bavarce. Franki in Bavarci so za prisvajanje zemljišč poganskih Slovanov v severni Karantaniji izkoriščali predpis iz leta 777, ki je veleval izgon tamkajšnjih slovanskih poganov. Zaradi šibkosti papeževega položaja je bilo krščanstvo orodje manipulacije v rokah posvetnega frankovskega vladarja, zato praktično ni bilo možnosti, da bi se pri vzpostavljanju cerkvene oblasti nad Vzhodno-alpskimi Slovani oglejski patriarh lahko kosal s salzburškim škofom. V večjem delu Karantanije je na srečo prevladovala salzburška cerkvena politika z irskim načinom misijona, ki je poudarjal miroljubno širjenje krščanstva in pomen pridobivanja zaupanja med plemenskimi voditelji poganskih ljudstev. Medtem, ko je frankovski način misijona uporabljal nasilje in kaznovanje udeležbe v poganskih obredih z zaplembo premoženja in odvzemom osebne svobode, je irski misijon upošteval poganske šege in običaje in jih načeloma niso nasilno zatirali, ampak so jim poskušali dati novo, krščansko vsebino.  V praksi pa se tudi na območju irskega načina misijonarjenja pri pokristjanjevanju niso izgonili določeni prisili in pritiskom, saj je poslušnost duhovščini prinašala cerkvene prihodke. Pri obredju so misijonarji uporabljali domači slovanski jezik, od konca 8. stoletja dalje pa so bile maše v latinskem jeziku, medtem, ko so predmašne molitve in oblike pokore ostale v slovanskem jeziku. V to starejše obdobje pokristjanjevanja lahko postavimo nastanek predlog za verske obrazce, ki so bili zapisani veliko kasneje (Rateški rokopis, Celovški rokopis, morda Brižinski spomeniki).
Po ukazu Karla Velikega so mejo med pristojnostjo salzburškega škofa in oglejskega patriarha leta 803 določili po reki Dravi tudi v sami Karantaniji, ki je bila doslej v celoti pod vplivom salzburške škofije. Oglejski misijon je bil manj zagnan- še leta 800 je bil njihov misijonar Blandricus, ki je potoval med vzhodno-alpske Slovane in v Panonijo, na svojem misijonu neuspešen zaradi nepoznavanja slovanskega jezika. Pokrajinski škofi, ki so po pooblastilu salzburškega škofa delovali v Karantaniji, so imeli do leta 803 enake pristojnosti kot pravi škofje v Salzburgu, v letih 803 in nato 829 pa so bile njihove pristojnosti omejene. Z osvojitvijo avarskega ozemlja (frankovska Zgornja in Spodnja Panonija) je prišlo do spremembe tudi pri frankovskem načinu misijona, saj so tudi tam na podlagi izkušnje s poganskimi Sasi ugotovili, da ima nasilje pri uspešnem pokristjanjevanju svoje meje. V praksi je pokristjanevanje v frankovskem načinu misijona še naprej povzročalo prisilo, še naprej pa je veljala tudi določba, da se zapleni vsako naselje, kjer prebivalstvo opravlja poganske obrede. Kjer je prihajalo do nasilnega pokristjanjevanja z izganjanjem, je prišlo do selitev slovanskega prebivalstva, Tudi upor Ljudevita Posavskega je bil še povezan tudi s protikrščanskimi občutji. Tako je bila leta 822 ponovno požgana celica Sv. Maksimilijana v Bischofshofnu. Po letu 820 pa v Karantaniji ni bilo več uporov, povezanih s pokristjanjevanjem.
Neavtonomna vloga karantanske cerkve je spodbujala karantanske težnje k cerkveni avtonomiji. Z urejanjem razmer so si namreč salzburški škofje, ki so leta 799 v Karantaniji obnovili institut pokrajinskih škofov, želeli več neposredne cerkvene oblasti, zato je bil položaj pokrajinskega škofa Osvalda vsaj po letih 845-850 praktično brez pomena. Pokrajinski škof Osvald je okrog leta 860 neuspešno posredoval pri papežu Nikolaju I., ki pa ni dovolil nastanka karantanske cerkvene avtonomije. Darovnice kraljevih posesti v Karantaniji Salzburgu v letu 860 lahko opazujemo v luči salzburških teženj po krepitvi neposredne cerkvene oblasti. Posledica teh trenj je bila, da se je po Osvaldovi smrti med letoma 863 in 773 prekinila veriga karantanskih pokrajinskih škofov. Karantanska cerkev je doživela dodaten pretres, ko je velikomoravski vladar Rastislav k sebi povabil bizantinska misijonarja Cirila in Metoda, saj je imel Metod vpliv tudi na upornega spodnjepanonskega kneza Koclja, vendar pa so zahodni kristjani s propadom Koclja zmagali. V spodnji Panoniji so v času Kocljeve neodvisnosti uveljavili slovanski bogoslužni jezik, med tem, ko so na zahodu tedaj uporabljali le latinsko bogoslužje. Po letu 874 je na verskem področju zavladal mir, nov udarec pa je karantansko krščanstvo doživelo z nastopom Madžarov, saj na njihovem ozemlju že leta 900 ni bilo več sledu o krščanstvu. V 10. stoletju je bilo karantansko krščanstvo zlasti na jugu potrebno organizirati na novo, sicer pa o posebnostih tedanjega razvoja nimamo posebnih podatkov.

## Omembe v poznosrednjeveški literaturi
Fredegarjeva kronika omenja Karantanijo kot Sclauvinijo, Dante Alighieri (1265–1321) omenja Karantanijo kot Chiarentana. Isto ime so uporabljali tudi Firenčani, na primer pesnik Fazio degli Uberti (okoli 1309–1367), slavni kronist Giovanni Villani (okoli 1275–1348) in Giovanni Boccaccio (1313–1375), ki je zapisal, da reka Brenta izvira iz gorovja Karantanije, dežele v Alpah, ki ločuje Italijo od Nemčije.

## Etnična sestava prebivalstva
Večino prebivalstva so nedvomno sestavljali Slovani, ki so največ prispevali k etnogenezi Karantancev. Toda gotovo so med njimi prebivali tudi preostanki romaniziranih staroselcev nekdanje rimske province Norik in morda tudi ostanki germanskih plemen, ki so se tu naselila po propadu rimske oblasti in pred prihodom Slovanov. Verjetno je, da so med Karantanci živeli tudi Avari, viri omenjajo tudi Hrvate, pri čemer hipoteza Klaićeve, ki prihod Hrvatov povezuje s selitvijo iz Karantanije v Hrvaško, sicer ni dosegla širše podpore, je pa dovolj konsistentna, da je potrebno upoštevati možnost, da je veljavna. V času svoje samostojnosti je Karantanija nudila »politično« zatočišče manjšim skupinam Bolgarov in Langobardov. Tako pestra sestava je bila po prepričanju sodobne medievistike običajna tudi za druga zgodnjesrednjeveška ljudstva, ki so bila polietnične skupine, zbrane okrog tradicijskega jedra. Na ozemlju Karantanije se je, ločen od ostalih slovanskih jezikov, že pred letom 1000 razvil poseben južnoslovanski jezik z mnogimi zahodnoslovanskimi primesmi, katerega značilnosti lahko prvič zasledimo v Brižinskih spomenikih, ki naj bi bili nastali v omenjenem obdobju na ozemlju današnje severne Koroške.

## Jezik
V svojih zgodnjih fazah je bil jezik karantanskih Slovanov v bistvu praslovanski. V slovenski jezikoslovni literaturi in priročnikih jo včasih pogojno imenujemo alpska slovanščina. Njegov praslovanski značaj lahko sklepamo iz jezikovnih stikov alpskih Slovanov z ostanki romaniziranega staroselskega prebivalstva, pozneje tudi z Bavarci. Prevzeta predslovanska krajevna in rečna imena ter njihov poznejši fonetični razvoj v alpski slovanščini ter bavarski zapisi alpskih slovanskih imen osvetljujejo značilnosti alpskega slovanskega jezika.

Od 9. stoletja naprej je Alpska Slovanščina doživela vrsto postopnih sprememb in novosti, značilnih za južnoslovanske jezike. Približno v 10. stoletju je ta razvoj povzročil Slovenščino.